# 스판덱스

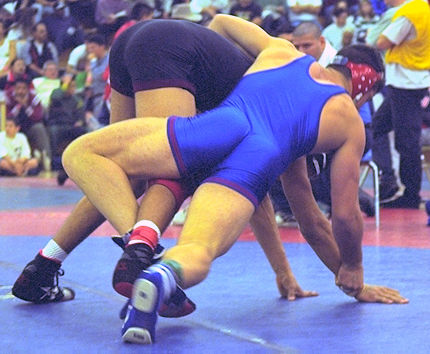
스판덱스 소재의 레슬링복

스판덱스(Spandex, Lycra, elastane)란 섬유산업에서 가장 고부가가치를 지닌 섬유로, '섬유의 반도체'로 불린다. 석유 화합물인 폴리우레탄이 주성분으로, 기존 고무줄에 비해 약 3배의 강도를 가진다. 원래 길이의 5~8배나 늘어날 수 있으며, 고무줄보다 가볍고 원래의 탄성을 유지하는 특성이 뛰어나다. 여성의 속옷이나 수영복, 스타킹, 유아용 종이 기저귀 등에 주로 사용되며 점점 그 수요가 급증하는 추세에 있다. 1959년 미국 듀퐁사에 의해 상업화되어 1962년부터 본격 생산되기 시작했다. 대한민국에서는 1979년 태광산업이 일본의 도요보 사의 기술을 도입하여 대한민국 최초로 생산하기 시작하였다.